# Зеленик (Бабушкинский район)
Зеленик — деревня в Бабушкинском районе Вологодской области.
Входит в состав сельского поселения Бабушкинское (до 2016 года входила в Демьяновское сельское поселение), с точки зрения административно-территориального деления — в Косиковский сельсовет.
Расстояние до районного центра села имени Бабушкина по автодороге — 27 км, до деревни Демьяновский Погост по прямой — 7 км. Ближайшие населённые пункты — Комсомольский, Ковшево, Косиково.
В ревизской сказке за 1782 г. население деревни Зеленик указано равным 396 человек.
Население по данным переписи 2002 года — 26 человек (12 мужчин, 14 женщин). Всё население — русские. На 2025 год деревня нежилая. 